# カッティエン国立公園
座標: 北緯11度20分50秒 東経107度09分05秒 / 北緯11.34722度 東経107.15139度

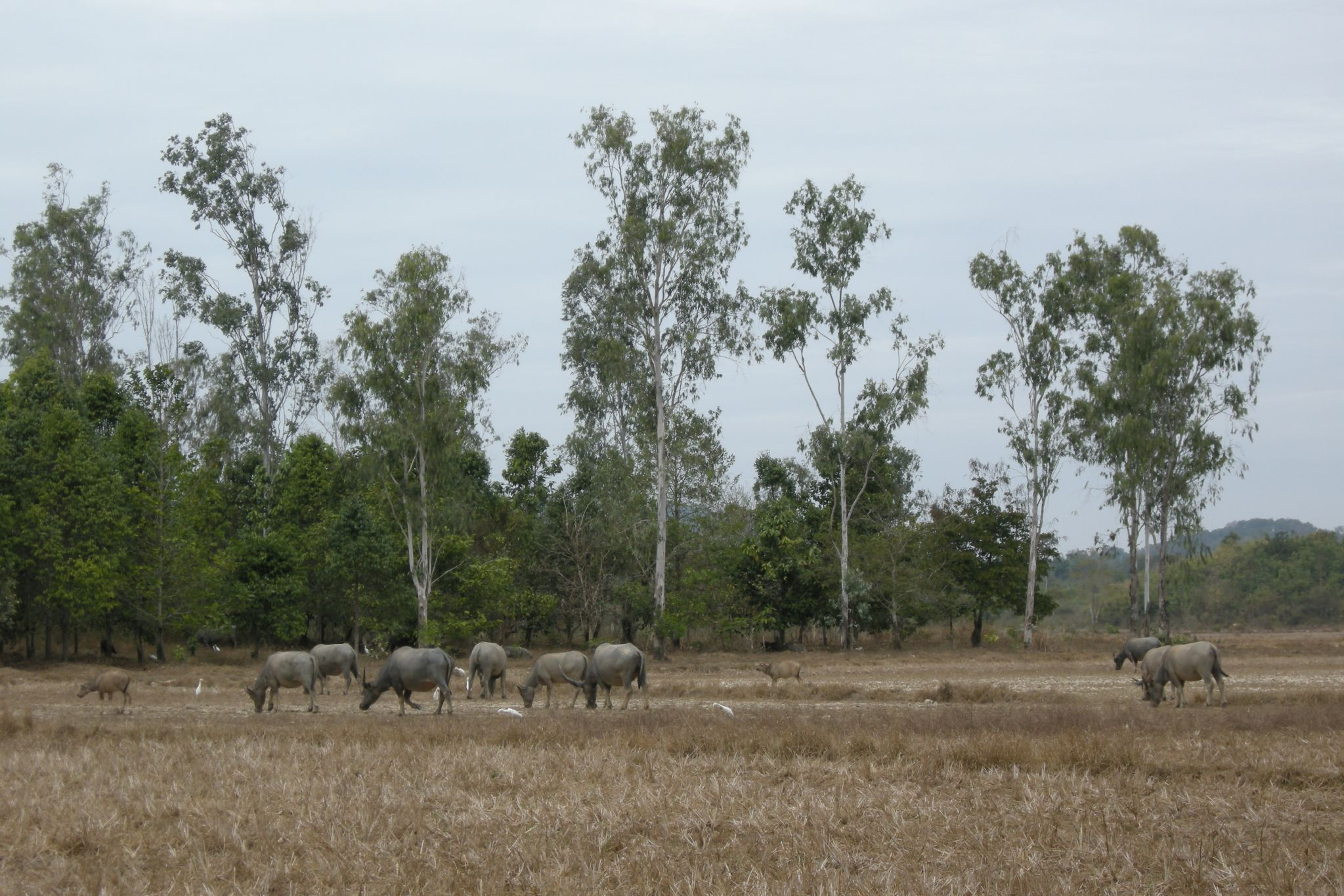
カッティエン国立公園の水牛

カッティエン国立公園 （ベトナム語：Vườn quốc gia Cát Tiên / 園國家吉仙）は、ベトナム南部、ホーチミン市の約150km北に位置するベトナムの主要な国立公園。領域は約720平方キロメートル、範囲はドンナイ省、ラムドン省とビンフオック省を跨ぐ。

## 生態系
ベトナムに残る最も広大な低地熱帯雨林の1つを保護しており、常緑広葉樹林、竹林、混交林などの多様な森林が園内にモザイク状に分布している。公園内の地形が多様で、北部には急峻な丘陵地帯があり、南部には広大な低地、湿地、河川、耕地がある。森林にはカタジロトキ、インドシナトラ、アジアゾウや絶滅危惧種のジャワサイのベトナム亜種などの動物が生息している。2001年に「カッティエン生物圏保護区」としてユネスコの生物圏保護区に指定された。
公園の中心にある「バウサウ」（ワニの湖）一帯にはDipterocarpus dyeri、コクタン（Diospyros mun）などの植物が生え、シャムワニ、アジアアロワナ、クロアシドゥクラングール、アジアゾウ、ガウル、キホオテナガザル、ビロードカワウソ、カタジロトキ、ハジロモリガモ、オオヅル、コハゲコウが生息している。2005年にバウサウと周辺の湿地はラムサール条約登録地となった。

## 遺跡
- カッティエン遺跡（英語版）